# دو پاپ
دو پاپ (انگلیسی: The Two Popes) یک فیلم در ژانر درام به کارگردانی فرناندو میرلس است که در سال ۲۰۱۹ منتشر شد.

## داستان
پس از مرگ پاپ ژان پل دوم طبق معمول شورای کاردینال‌ها کار خود را آغاز کرد. در نهایت یوزف راتسینگر آلمانی انتخاب شد و به عنوان پاپ جدید نام بندیکت شانزدهم را برگزید. وی علیه همجنسگرایان، مسلمانان، بی دینان و حکومت‌های غیر مسیحی سخنان تندی می‌گفت و رویه محافظه کارانه ای را مثل پاپ‌های قرن بیستم پیش گرفته بود.
بعد از چند سال به دلیل رسوایی‌های جنسی رهبران مذهبی، پولشویی رئیس محافظین پاپ و … به نازی بودن متهم شد و محبوبیتش را از دست داد.
وی تصمیم به کناره‌گیری گرفته بود اما می‌خواست مطمئن شود که جانشین درستی خواهد داشت.
بنابراین رقیب آرژانتینی اش در دوره قبل را به واتیکان دعوت کرد. وی کاردینال خورخه برگولیو بود که می‌خواست از مقامش استعفا بدهد ولی پاپ قبول نمی‌کرد.
با آمدن وی به واتیکان صحبت‌های زیادی در مورد مسیحیت، فضایل و گناهان انجام دادند. برگولیو گفت که در بوئنس آیرس لباس کشیشی به تن می‌کند و از زندگی اش راضی است.
آنها در مورد گذشته‌شان حرف زدند. پاپ بندیکت اعتراف کرد که نمی‌خواست وجهه کاتولیک خراب شود و نمی‌خواست که مردم از او روی گردان شوند. او تا مدتها جانشین پاپ قبلی شمرده می‌شد و شاید این یک طمع برای قدرت بود.
کاردینال برگولیو هم از جوانی اش گفت. از زمانی که عاشق دختری شد و روزی که می‌رفت او را از پدرش خواستگاری کند در راه به یک کلیسا رفت تا دعا کند اما کشیش او را به زور به اتاقک اعتراف‌گیری برده و به او گفت که از صبح کسی برای اعتراف نیامده است ولی او باور دارد که خدا می‌خواست او امروز با کسی حرف بزند. خورخه تأکید می‌کند که همین باعث شد او به مدرسه مذهبی رفته و برای کشیش شدن تلاش کند.
بعد از مدتی که او کشیش شده‌است در سال ۱۹۷۳ کودتایی روی می‌دهد و فاشیست‌ها روی کار می‌آیند اما آنها به روحانیون مذهبی دشمنی ندارند. بعضی از کشیش‌ها که دوستان خورخه بودند از مخالفان کودتا بودند. دولت آنها را دستگیر اعدام می‌کند. برگولیو سعی کرد که دوستان و عشق سابقش را نجات دهد اما حکومت از این کار جلوگیری کرد.
بعد از بازگشتن دموکراسی به آرژانتین برگولیو کاملاً بخشیده نشد و به همین خاطر نمی‌خواست پاپ شود.
پاپ بندیکت شانزدهم کاردینال برگولیو را بخشید و کاردینال هم پاپ را برای گناهانش بخشید. پاپ به راحتی به میان مردم رفت و بعد از مدتی استعفا داد.
در رای‌گیری دوباره کاردینال خورخه برگولیو در سال ۲۰۱۳ میلادی به عنوان اولین پاپ از نیم کره جنوبی، اولین پاپ از قاره آمریکا و اولین پاپ از فرقه فرانسیسکویی با نام فرانسیس پاپ شد.

## بازیگران
جاناتان پرایس در نقش کاردینال خورخه برگولیو و در نهایت پاپ فرانسیس
آنتونی هاپکینز در نقش پاپ بندیکت شانزدهم

## اکران
فیلم دو پاپ ۳۱ اوت ۲۰۱۹ در جشنواره فیلم تلیوراید به نمایش درآمد و با استقبال فراوانی مواجه شد. در پی آن نیز درچهل و چهارمین دوره جشنواره بین‌المللی فیلم تورنتو در ۹ سپتامبر ۲۰۱۹ به نمایش درآمد. این فیلم از ۲۷ اکتبر ۲۰۱۹ به صورت محدود در ایالات متحده و از ۲۹ نوامبر ۲۰۱۹ در بریتانیا اکران شد. نسخهٔ دیجیتال این فیلم بر روی شبکهٔ نت‌فلیکس قرار گرفته و از ۲۰ دسامبر ۲۰۱۹ دردسترس عموم است.